# クロー・パトリック
クロー・パトリック（愛: Cruach Phádraig、英: Croagh Patrick、「聖パトリックの積みわら」の意）は、アイルランドのメイヨー県にある山である。標高764メートル (2,507 ft) 。巡礼の対象。ウェストポートから8キロメートル (5 mi)、近くの村マリスク（en:Murrisk）とレッカンヴィー（en:Lecanvey）との間に位置する。メイヨー県の中では、ミューリア山（en:Mweelrea）とネフィン山（en:Nephin）に次いで3番目に高い山である。毎年7月最終日曜日のリーク・サンデー（en:Reek Sunday）には巡礼者が登る。
クロー・パトリックは氷期の終わりにクルー・ベイ（en:Clew Bay）に流れ込んだ氷河によって作り出されたU字谷の南の一部を形成する。また、クロー・パトリックは東西に長く延びる尾根の一部である。その尾根の西端峰はベン・ゴルム（en:Ben Gorm）と呼ばれる。

## 名前
クロー・パトリック（Croagh Patrick）の名は、ゲール語で聖パトリックの山を意味するクルーハ・フォーリク（Cruach Phádraig）に由来する。地元ではアイルランド英語で積みわらやがれきの山を意味する言葉"リーク"（the Reek）の名で知られる。  
キリスト教伝来前はクルーハーン・エグレ（Cruachán Aigle）の名で知られており、マグ・トゥレド（モイトゥラ）の戦い（en:Cath Maige Tuired）、シブネの熱狂の狂気（en:Buile Shuibhne）、 各地の伝承（en:Dindsenchas）、そしてアルスター年代記（en:Annals of Ulster）1113年の記事といった文書にてその名が確認される。
クルーハーン（Cruachán）は積みわらを意味するcruachの単なる縮小辞であるが、エグレ（Aigle）の意味は確定されていない。鷲を意味するラテン語aquilaからの借用語"eagle"か人名のどちらか一方である。 文字の意味に加えて、ドルイド教の名前に含まれるcruachはケルト神話の神クロウ・クルワッハ（Crom Cruach）と関係があるかもしれない。
ウェストポートハウスに邸宅を持っていたスライゴー侯爵（en:Marquess of Sligo）はイーグル山男爵（Baron Mount Eagle）やアルタモント伯爵（Earl of Altamont）の称号を持っていたが、このどちらの称号もクロー・パトリックの別名 (クルーハーン・エグレ （Cruachán Aigle）; high mount) に由来するものである。

## 巡礼
紀元前3千年前より、特に夏至の際、クロー・パトリックはドルイド教の聖地だった。今日では、5世紀に山頂で40日間断食したと伝えられる聖パトリックとひも付けられてキリスト教巡礼の聖地となっている。何千もの人々が毎年、7月最終日曜日のリーク・サンデー（en:Reek Sunday）に登る。この登山は毎年チュアム大主教（en:Roman Catholic Archdiocese of Tuam）が主催している。

## 山頂の教会
聖パトリックの時代から、"Teampall Phadraig"と呼ばれた山頂に小さな教会があった。1994年の考古学調査で、その基礎の跡が山頂で発見されている。824年には、アーマー大主教（en: Archbishop of Armagh）とチュアム大主教（en: Archdiocese of Tuam (Church of Ireland)）の間でその教会の管轄が争われている。
20世紀初頭に小さな教会が山頂に建てられ、1905年7月20日に開所した。2005年7月31日の巡礼にて、100周年碑がチュアム大主教マイケル・ニアリー（en:Michael Neary (archbishop)）によって除幕された。
2005年に、夏の間は休日だけでなく毎日教会を開けることが決められた。教会はガイドの手によって開けられている。リーク・サンデーと8月15日には教会でミサが行われる。

## 金の発見
1980年代に山の中で金の薄層が発見された。少なくとも12の石英の鉱脈で1トンあたり金14gが含まれており、金70万トン、あるいは金30万トロイオンス以上(3億6千ユーロ以上の価値)を生産する可能性がある。しかしながら、パデイ・ホプキンス（Paddy Hopkins）を指導者とする地元メイヨー県の環境保護団体の抗議活動を受けて、メイヨー県議会（en:Mayo County Council）は採掘を許可しないことを決定した。

## ギャラリー

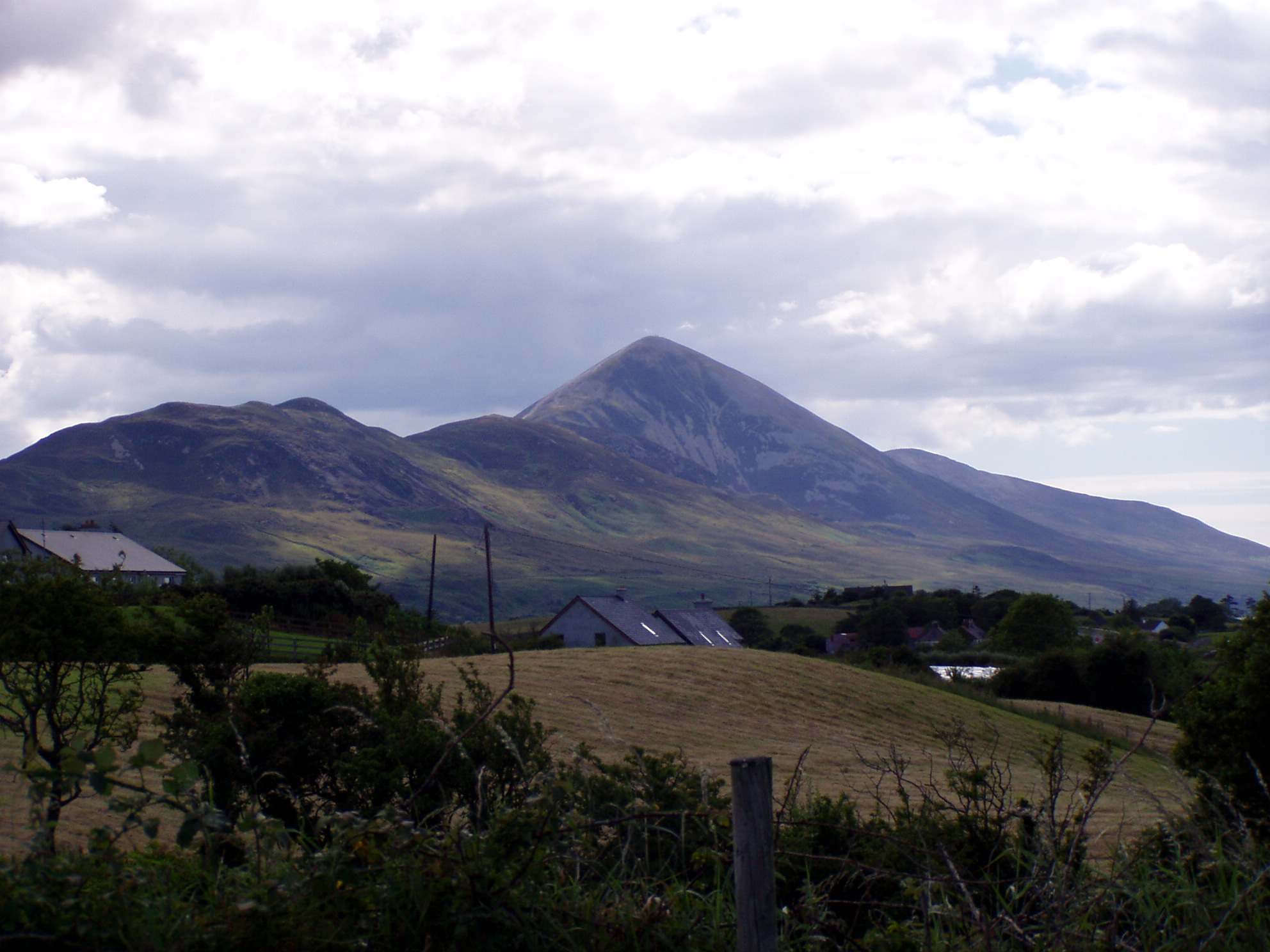
ウェストポートからの遠景(2002年)
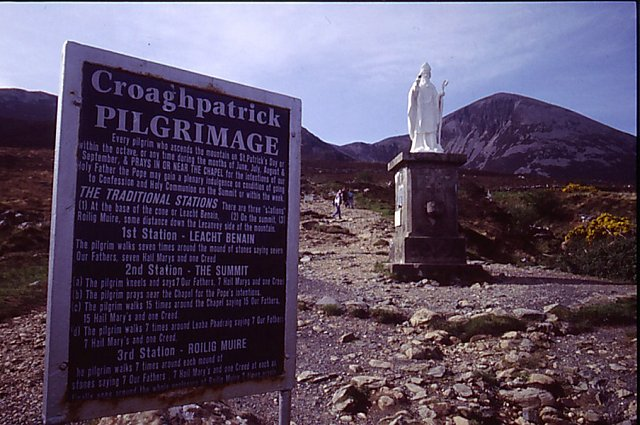
登山口にあるカトリック教徒登山者への巡礼ポイントの案内板と聖パトリック像
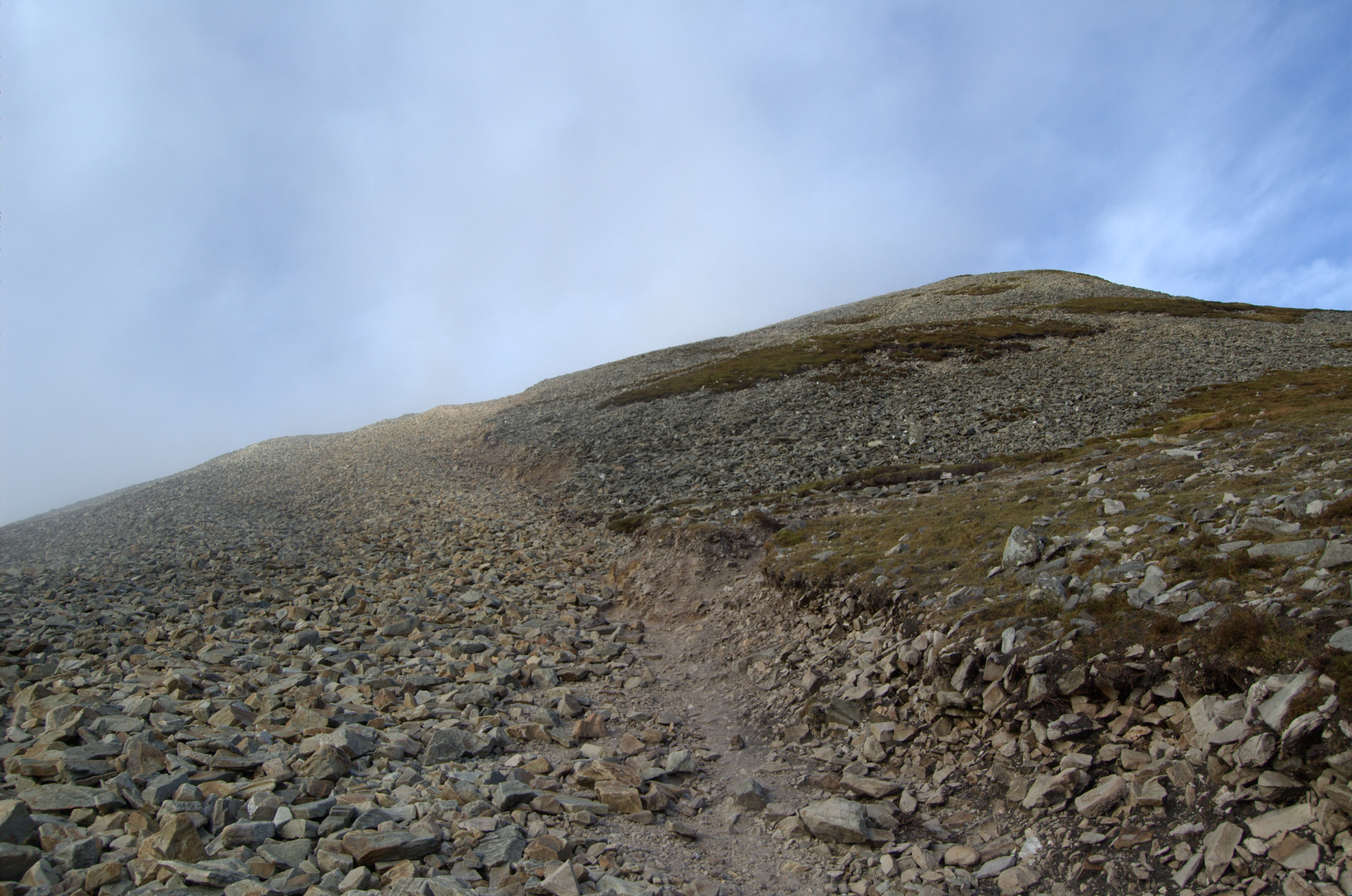
山の上り坂
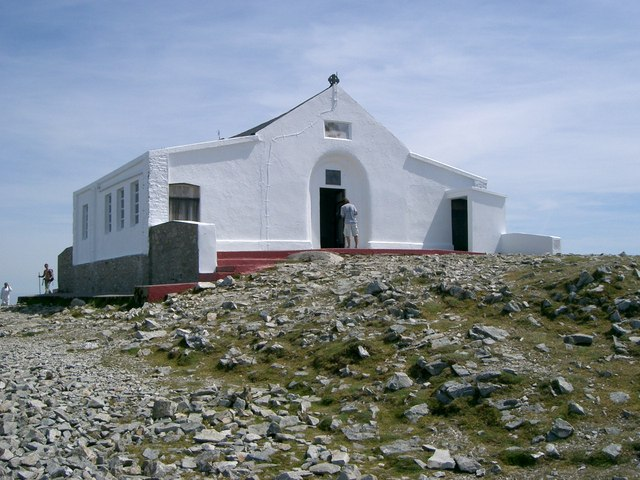
山頂にある聖パトリック小礼拝堂
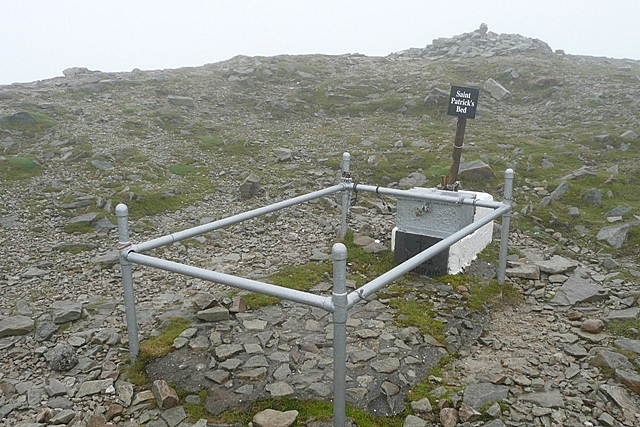
山頂にある聖パトリックのベッド
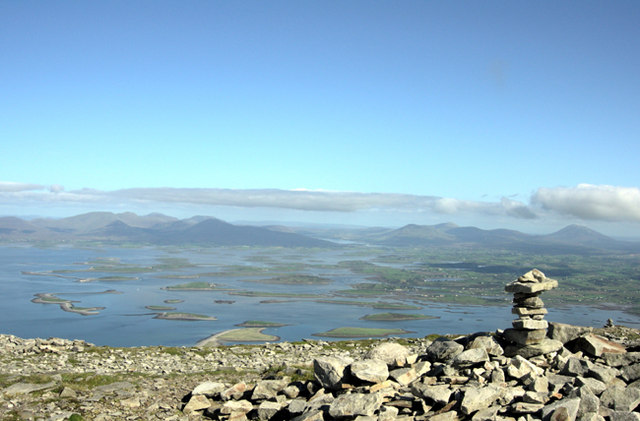
山頂近くのケルンとクルー・ベイ（en:Clew Bay）、メイヨー県の山々